# (Nendest) narkootikumidest ei tea me (küll) midagi
"(Nendest) narkootikumidest ei tea me (küll) midagi", (em português: Nós (na realidade) não sabemos nada sobre (estas) drogas), é uma canção dos artistas estónios 5miinust & Puuluup que representou a Estónia no Festival Eurovisão da Canção 2024, após vencer a final nacional Eesti Laul 2024.

A canção atuou na 2.ª semifinal, tendo sido apurada para a grande final onde acabou por ficar em 20.º lugar com 37 pontos. Detém o recorde de título oficial de canção mais longo da Eurovisão.